# Kim Larsen & Kjukken
Kim Larsen & Kjukken är Kim Larsens första CD-skiva med nya kompbandet Kjukken. Skivan kom ut 1996 och producerades av Max Lorentz.

## Spår
1. Om mange år
2. To som elsker hinanden
3. Sommaren er gået
4. Blå sko
5. Jyllingevej
6. Liden sol
7. Jeg er træt
8. Her I Odense
9. Fortryllet
10. På vagt for dronningen
11. Hittebarn
12. Hippopotamus
13. Golf
14. Sæbebobler
15. Kommer hjem
16. Vi ses igen